# Закомірня
Закомі́рня — село в Україні, у Хорошівській селищній територіальній громаді Житомирського району Житомирської області. Населення становить 46 осіб (2001).

## Географія
Географічні координати: 50°42' пн. ш. 28°28' сх. д. Часовий пояс — UTC+2. Загальна площа села — 5,5 км².
Закомірня розташована в межах природно-географічного краю Полісся і за 31 км від центру громади — міста Хорошів. Найближча залізнична станція — Нова Борова, за 14 км. Поблизу села протікає річка Іршиця, у яку впадає річка Шадура.

## Історія
У 1932–1933 роках село постраждало від Голодомору. За свідченнями очевидців кількість померлих склала щонайменше 8 осіб.

## Населення
За даними перепису 2001 року населення села становило 46 осіб, з них усі 100 % зазначили рідною українську мову.